# Menétru-le-Vignoble
Menétru-le-Vignoble é uma comuna francesa na região administrativa de Borgonha-Franco-Condado, no departamento de Jura. Estende-se por uma área de 5,88 km². Em 2010 a comuna tinha 159 habitantes (densidade: 27 hab./km²).